# يوجين جاكسون (مقاتل)
يوجين جاكسون (بالإنجليزية: Eugene Jackson؛ مواليد 23 سبتمبر 1966) هو مُقاتل فنون قتالية مختلطة أمريكي سابق.

## وصلات خارجية
- يوجين جاكسون (مقاتل) على موقع يو إف سي (الإنجليزية)
- يوجين جاكسون (مقاتل) على موقع شيردوغ (الإنجليزية)